# Prelude/Angry Young Man
〈Prelude/Angry Young Man〉은 1976년 발매된 빌리 조엘의 음반 《Turnstiles》에 수록된 곡이다.
이 곡의 전주는 피아노를 두드리며 시작되며 약 1분 45초이다.
〈Prelude/Angry Young Man〉은 싱글 앨범으로 발매된 적이 없음에도 불고하고 라이브 공연 등에서 인기 있는 곡이 되었다. 1988년부터 1996년까지 이 곡의 전주 부분이 독일의 토크쇼 프로그램의 오프닝 테마로 사용되기도 했으며, 80년대 초에는 Grampian Television의 "Summer at Six"의 테마곡으로도 쓰였다. 매디슨 스퀘어 가든에서 뉴욕 닉스의 홈 경기를 치르는 동안에도 자주 연주되었다.